# ル・ナン兄弟

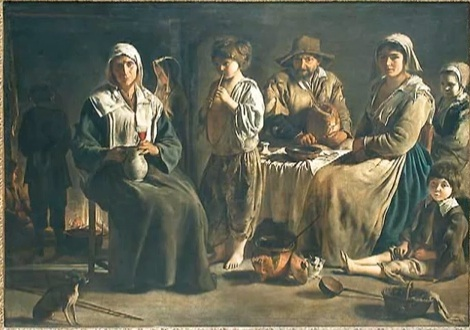
『農民の家族』ルーヴル美術館

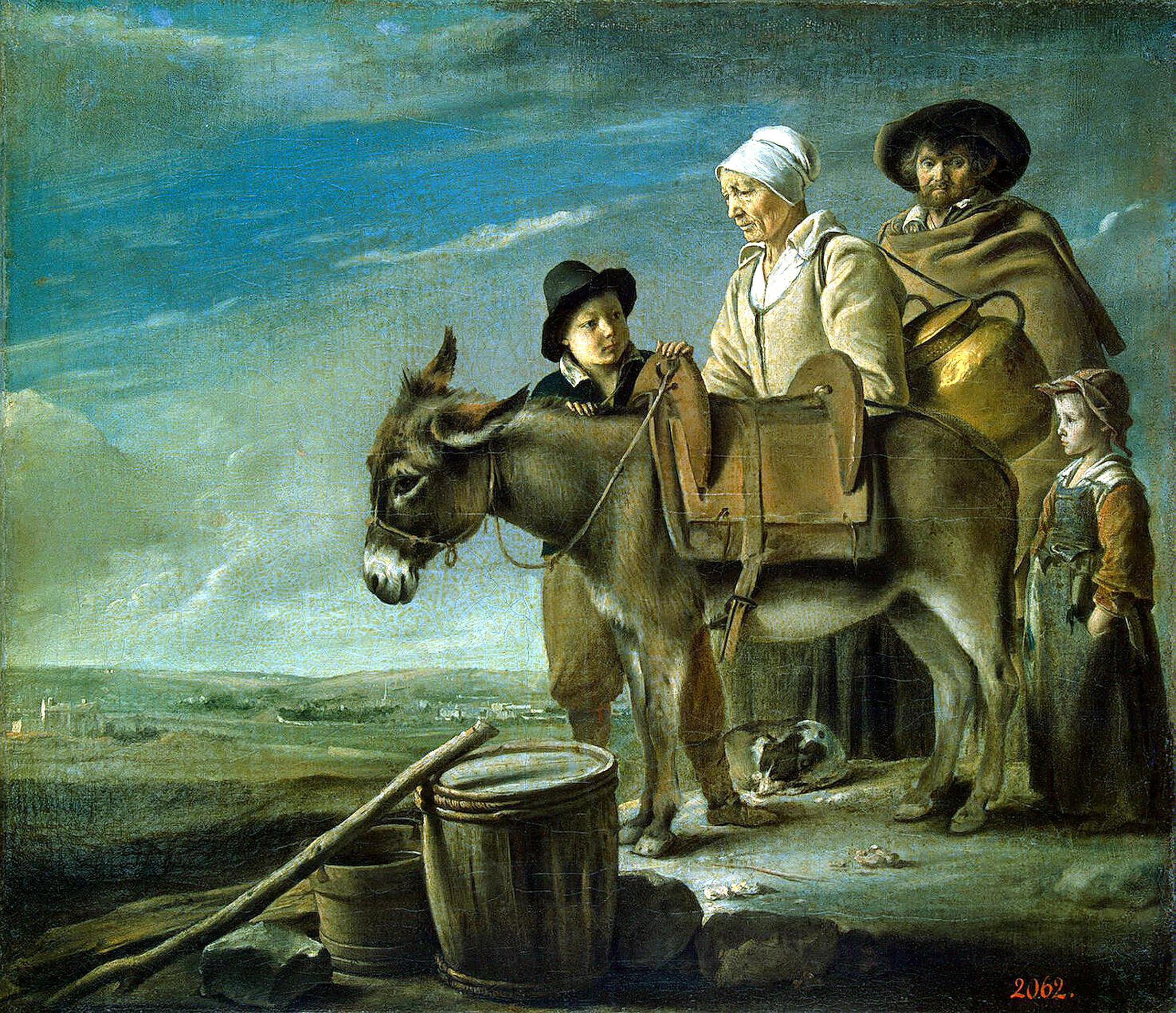
『牛乳売りの家族』エルミタージュ美術館

ル・ナン兄弟（ルナンきょうだい、Le Nain brothers）は、17世紀のフランスの画家で、アントワーヌ・ル・ナン（Antoine Le Nain、1588年頃 - 1648年）、ルイ・ル・ナン（Louis Le Nain、1593年頃 - 1648年）、マチュー・ル・ナン（Mathieu Le Nain、1607年 - 1677年）の3兄弟のこと。彼らは風俗画と肖像画を主に手掛けた。

## 略歴
ル・ナン兄弟はフランス北部のランで生まれた。裕福な役人の息子に生まれ、兄弟が誰から絵を学んだかは知られていないが、外国人から絵を学んだと伝える資料があり、おそらくフランドル出身の画家から絵を学んだと考えられている。1629年に兄弟はパリに移り、サン＝ジェルマン＝デ＝プレに住み、長兄のアントワーヌをリーダーにして工房を開いた。
1648年、アントワーヌとルイは、創設されたばかりの王立絵画彫刻アカデミーの会員に選ばれたが、その年の5月にルイが亡くなり、その2日後にアントワーヌが亡くなった。マチューは 1677年まで生き、1662年にはサンミッシェル勲章を授与された。
3人の絵のスタイルは似ていて、作品に姓のみのサインをしたため、作品の作者を区別するのが困難であり、多くの作品は共作である可能性もある。